# تجارة مرئية

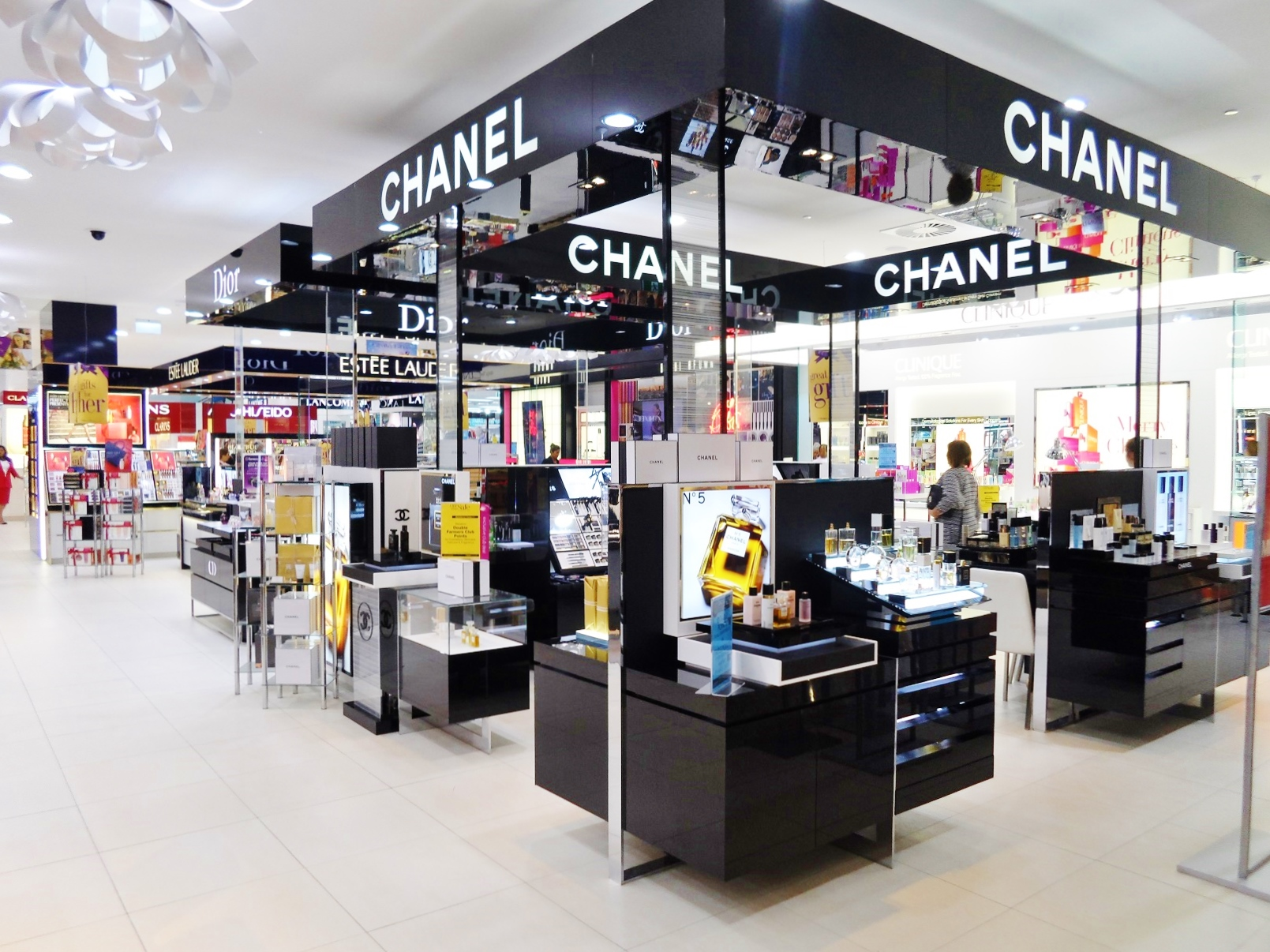

التجارة المرئية هي الممارسة المتبعة في تجارة البيع بالتجزئة في المباني الحديثة باستخدام شاشات العرض ثلاثية الأبعاد من أجل زيادة المبيعات.
يمكن عرض السلع والخدمات لإبراز ميزاتها وفوائدها، والغرض من هذه التجارة هو جذب العميل وإشراكه وتحفيزه نحو الشراء.
تحدث التجارة المرئية بشكل شائع في أماكن البيع بالتجزئة الكبيرة، مثل: المتاجر.

## تاريخها
عندما حولت مؤسسات السلع الجافة العملاقة في القرن التاسع عشر -مثل: مارشال فيلد وشركاؤه- أعمالها من البيع بالجملة إلى البيع بالتجزئة، أصبح العرض المرئي للسلع ضروريًا بهدف جذب المستهلكين المتنوعين. فغالبًا ما كانت تُستخدم نوافذ المتجر لعرض السلع بشكل جذاب. ومع مرور الوقت، انتقلت جمالية التصميم المستخدمة في نوافذ العرض الخارجية إلى الداخل وأصبحت جزءًا من تصميم المتجر الداخلي الشامل، ما أدى في النهاية إلى تقليل استخدام نوافذ العرض في العديد من مراكز التسوق في الضواحي.
أُنشئت نوافذ العرض في القرن العشرين على يد فنانين مشهورين، مثل: سلفادور دالي وآندي وارهول.
أصبحت التجارة المرئية بمثابة علم في بداية القرن الحادي والعشرين. وفي الوقت الحاضر، أصبحت واحدةً من الأدوات الرئيسة لترويج الأعمال التي استُخدمت على نطاق واسع لجذب العملاء وزيادة المبيعات.

## المساهمة في إستراتيجية العلامة التجارية للبيع بالتجزئة
يساهم الترويج المرئي في تشكيل صفات العلامة التجارية والخصائص المرتبطة بها. ويجب أن يعكس تصميم المتجر هذه الميزات ضمن إستراتيجية العلامة التجارية. ويتضمن ذلك البيئة داخل المتجر واتصالات العلامة التجارية المستخدمة، مثل: اللافتات والصور المعروضة في المتجر. تلعب هذه العناصر المرئية دورًا في بناء علامة تجارية للبيع بالتجزئة، فهي تساعدها على تمييز نفسها عن منافسيها وخلق الولاء لها، وتسمح لها أيضًا بوضع أسعار مميزة على منتجاتها. يعَد البحث في السوق المستهدف لمعرفة قيم العملاء وتصوراتهم الذاتية جزءًا من إستراتيجية العلامة التجارية المستخدمة في الترويج المرئي. قد تسمح هذه المعلومات لبائع التجزئة بإمداد المتجر بتصاميم وإعلانات متناسبة مع حاجات المستهلكين.

## المنهجية

### تقنيات
يدعم الترويج المرئي مبيعات التجزئة من خلال إنشاء فرص لزيادة النمو وتثقيف العملاء وتوسيع صورة العلامة التجارية بسهولة. يعد الترويج المرئي عاملًا مهمًا وطريقة فعالة لكي يتمكن تجار التجزئة من اكتساب ميزة تنافسية مهمة في السوق وإضافة قيمة لعلامتهم التجارية. تتواصل التجارة المرئية مع العملاء من خلال العناصر التي تحفز حواسهم، مثل: الإضاءة والموسيقى والعطور وشاشات التلفزيون. يمكن أن تؤثر البيئة التي يكون فيها المستهلك على قرارات الشراء التي يتخذها. فقد أظهرت الأبحاث أن المتاجر التي لا تتواصل جيدًا مع عملائها، مثل المتاجر التي تعاني من ضعف في التصميم، إذ يمكن أن تتسبب في عدم رضا العملاء، وقد تؤدي إلى امتناعهم عن التسوق مرة أخرى. البيئة المادية هي الهدف الأساسي في التواصل مع العملاء في مجال البيع بالتجزئة. يظهر البحث الذي أجراه ريتشارد ثالر أن المستهلكين أكثر استعدادًا لدفع سعر أعلى للمنتج إذا كانت عملية الشراء ضمن بيئة ملائمة. ينحاز العملاء بشكل كبير لجودة البضائع اعتمادًا على بيئة تصميم المتجر، بالإضافة إلى عوامل أخرى، مثل: مهارات التعامل الموجودة لدى الموظفين.
يمكن للتجار المرئيين استخدام العديد من العناصر في إنشاء الشاشات بما في ذلك الألوان والإضاءة والمساحة ومعلومات المنتج والمدخلات الحسية (مثل الرائحة واللمس والصوت)، بالإضافة إلى تقنيات أخرى، مثل: الشاشات الرقمية والتركيبات التفاعلية.
تتكون التجارة المرئية بشكل رئيس من أسلوبين؛ الشاشات الداخلية والخارجية، المعروفة أيضًا باسم التصميم الداخلي ونوافذ العرض. الهدف من هاتين التقنيتين هو جذب انتباه المستهلكين وإغرائهم لإبقائهم في المتجر لأطول فترة ممكنة والتأثير على قراراتهم في الشراء. وقد وجدت دراسة حديثة أن هاتين الطريقتين لهما الأثر الأكبر على دوافع الشراء؛ لذلك، هي جوانب مهمة لبائع التجزئة. يمكن استخدام تقنيات التصميم ونوافذ العرض داخل المتجر لتحسين بيئة المتجر والتأثير على سلوك المستهلك. إن التصميم الداخلي لمتجر ما هو تقنية يمكن استخدامها لتعزيز جو المتجر وبيئته بشكل عام. ويمكن أن يحاكي تصميم المتجر الجذاب بصريًا العلامة التجارية ويشد العملاء. تعمل البيئة المناسبة للعملاء بكفاءة على تسهيل التسوق للمستهلكين، ما يشجعهم على الشراء المتكرر. تعد تقنية تصميم نوافذ العرض طريقةً للتواصل مع العملاء، وهي تستخدم مزيجًا من الإضاءة والألوان والدعائم والنصوص والتصميم الغرافيكي لعرض السلع وجذب انتباه العميل والحفاظ على صورة العلامة التجارية. الهدف العام من نوافذ العرض هو إقناع العميل بالدخول إلى المتجر وتحفيز الشراء.

### العروض الداخلية
يمكن استخدام الترويج المرئي داخل المتجر لجذب انتباه المستهلكين أثناء وجودهم في المتجر، وهو عنصر أساسي في عملية اتخاذ القرار بالشراء. ولجذب انتباه العميل، يجب على البائع مراعاة احتياجات المستهلكين في أثناء هذه العملية. تشمل العوامل التي تساهم في التصميم العام داخل المتجر على: تجهيز المتجر وتصميمه وعرض نقاط الشراء والعناصر والمجموعات واللافتات. يمكن لهذه العوامل عند تطبيقها بنجاح، تلبية احتياجات المستهلك وتوفير بيئة شراء إيجابية في المتجر.

### تصميم المتجر
يعد تصميم المتجر عاملاً مهمًا للحفاظ على الأعمال التجارية المزدهرة، التي يمكن أن تساعد في تعزيز المبيعات والأرباح. يشجع تصميم المتجر الناجح المستهلكين على التسوق في المتجر بأكمله وإلقاء نظرة على مجموعة واسعة من البضائع. تتضمن الأشكال الأكثر شيوعًا لتصاميم المتاجر: تصميم الشبكة وتصميم المسار الدائري وتصميم النموذج المجاني. يعتمد اختيار تصميم المتجر على نوعه وطبيعة المنتجات المُباعة فيه. يكون تصميم الشبكة عادةً على شكل مستطيل وبذلك يسمح للعملاء بالتسوق بسرعة ويزيد من مساحة أرض المتجر إلى الحد الأقصى، وهو مثالي لمتاجر السوبر ماركت أو متاجر المعدات. بينما يضمن تصميم المسار الدائري أن يتبع المستهلك مسارًا واحدًا فقط عند تسوقه لمتجر ما. وهو مفيد لأنه سيسمح للمستهلك برؤية كل المنتجات على الرفوف. ومع ذلك، يمكن لهذا التصميم أن يثير غضب العملاء، بسبب شعورهم بأنهم مضطرون إلى اتباع مسار معين، ويمكن أن يكونوا محبطين عند محاولة الشراء السريع. أما تصميم النموذج المجاني مناسب لمتجر يشجع على التسوق أثناء التجول البطيء. ويعد هذا النوع أكثر استرخاءً في بنيته، ما يجعل العميل يشعر باندفاعٍ أقل. يُعتبر مدخل المتجر -المعروف باسم المنطقة الانتقالية- المنطقة الأكثر أهمية في المتجر. صُمم مصطلح المنطقة الانتقالية أول مرة من قبل عالم الأنثروبولوجيا باكو أندرهيل. فهذه هي المنطقة التي يمر فيها جميع المتسوقين عند الدخول إلى المتجر، وهي مهمة فهي المكان الذي يتيح للمستهلكين مراقبة المنبهات والشعور بالحيوية العامة للمتجر. لذلك، تعتمد الأفكار والعروض التي يشكلها المستهلك حول المتجر والعلامة التجارية على هذا المجال. فعندما يدخل العملاء إلى المنطقة الانتقالية، يحتاجون إلى بعض الوقت للتكيف مع البيئة الجديدة بما في ذلك الإضاءة ودرجة الحرارة والمشاهد والأصوات الأخرى. يمكن أن تشجع بعض الألوان العملاء على إجراء عمليات الشراء بدافع الحماس. إذ تمنح الألوان الدافئة مثل البرتقالي والأحمر والأصفر المستهلكين إحساسًا بالإثارة لكنها تسبب أيضًا شعورًا بالقلق والتشتت. يفضل الناس بشكل عام، الألوان مثل الأخضر والأزرق ويربطون هذه الألوان بشعور من الهدوء والأمان.